# Paulo André de Oliveira
Paulo André Camilo de Oliveira (Santo André, São Paulo, Brasil, 20 de agosto de 1998) o simplemente Paulo André, es un atleta de nacionalidad brasileña. Se especializa en las carreras de velocidad, especialmente las carreras de relevos, y durante su carrera deportiva ha logrado un triunfo en los Relevos Mundiales, y una medalla de oro en Juegos Panamericanos. En 2022 participó de la vigesimosegunda temporada del reality show Big Brother Brasil, como uno de los participantes del grupo Camarote, donde quedó de subcampeón de la temporada.

## Trayectoria deportiva
Inició su carrera en el atletismo en la categoría para menores de 18 años, en la que tuvo participación en el mundial de Cali en el 2015 donde fue octavo en la carrera final de los 100 m con un tiempo de 10,83 s. En el 2016 fue quinto en el mundial Sub-20 de Bydgoszcz con un registro de 10,29 s; y el 2017 alcanzó el segundo lugar durante el campeonato panamericano júnior de atletismo de Trujillo con 10,46 s.
Para el año 2018 conquistó dos medallas de oro en el campeonato iberoamericano de Trujillo tanto en los 100 m (10,27 s), como en el relevo 4 × 100 m (38,78 s) donde hizo equipo con Gabriel Oliveira, Jorge Vides, y Aldemir Gomes. Para el 14 de septiembre del mismo año logró un tiempo de 10,02 s en Bragança Paulista que se ubicó como la tercera mejor marca sudamericana. Además asistió a la reunión de Lausana por la Liga de Diamante donde ocupó el quinto puesto en los 200 m con un registro de 20,33 s.
El 2019 compitió por primera vez en los Relevos Mundiales de Yokohama, en las modalidades de 4 × 100 m y 4 × 200 m. En la primera de ellas logró —junto con Rodrigo Nascimento, Jorge Vides y Derick Silva, siendo él mismo el último relevo— el primer triunfo para Brasil en el certamen con un registro de 38,05 s, por delante de los estadounidenses (38,07 s) quienes habían ganado en la prueba en las dos anteriores ediciones. En la segunda modalidad los sudamericanos no pasaron de la ronda preliminar.
Ese mismo año asistió a los Juegos Panamericanos de Lima donde obtuvo la medalla de plata en los 100 m y la de oro en el relevo 4 × 100 m. Además participó en el campeonato mundial de Doha donde llegó a semifinales de los 100 m (10,14 s), corrió en la ronda preliminar de los 200 m (20,75 s), y en el relevo de los 4 × 100 m acabó en el cuarto puesto de la final con el equipo brasileño (37,72 s con Rodrigo Nascimento, Vítor Hugo dos Santos y Derick Silva).

## Marcas personales
| Prueba    | Marca Viento       | Lugar                   | Fecha      |
| --------- | ------------------ | ----------------------- | ---------- |
| 100 m     | 10,02 s (-0,6 m/s) | Bragança Paulista (BRA) | 14/09/2018 |
| 200 m     | 20,28 m (0,5 m/s)  | Nápoles (ITA)           | 11/07/2019 |
| 4 × 100 m | 37,72 s            | Doha (QAT)              | 05/10/2019 |

## Filmografía
| Año  | Título             | Personaje               | Nota                         |
| ---- | ------------------ | ----------------------- | ---------------------------- |
| 2023 | Big Brother Brasil | Él mismo / Participante | Temporada 22: "2ª finalista" |